# Montesa (företag)
Montesa är i grunden en spansk motorcykelfabrik som köptes av Honda i mitten av 1980-talet. Nu tillverkas mopeder och motorcyklar där och Montesas trialcyklar anses som de bästa av alla trialcyklar. Från år 2005 tillverkas endast fyrtaktstrial.